# Club Voleibol Tenerife (piłka siatkowa kobiet)
Club Voleibol Tenerife – hiszpański, żeński klub siatkarski z siedzibą w mieście Santa Cruz de Tenerife, powstały w 1981 roku pod nazwą Club Voleibol Tenerife. Drużyna występuje w rozgrywkach hiszpańskiej Superligi. Od sezonu 2008/2009 klub nosi nazwę Tubillete.com Teneryfa.

## Informacje ogólne
- Klasa rozgrywek:  Superliga
- Hala: Pabellon Insular Santiago Martin
- Liczba miejsc: 5.100
- Barwy: niebiesko-białe
- Trener klubu:  Jan de Brandt
- II trener klubu:  Juan Antonio Armas

## Sukcesy

### Rozgrywki krajowe
- Złoty medal Mistrzostw Hiszpanii: (1992, 1997, 1998, 1999, 2000, 2001, 2002, 2004, 2005, 2006)
- Srebrny medal Mistrzostw Hiszpanii: (1996, 2003, 2007)
- Brązowy medal Mistrzostw Hiszpanii: (1991, 1994)
- Puchar Królowej: (1991, 1997, 1998, 1999, 2000, 2001, 2002, 2003, 2004, 2005, 2006)
- Superpuchar ligi: 6 razy (1992, 2002, 2003, 2004, 2005, 2008)

### Rozgrywki na arenie międzynarodowej
- Liga Mistrzyń: (2004)
- Liga Mistrzyń: (2001, 2005, 2007)

### Polki w klubie
| Lata gry  | Imię i nazwisko     |
| --------- | ------------------- |
| 2006-2007 | Milena Rosner       |
| 2016-2017 | Elżbieta Skowrońska |

## Skład

### Sezon 2007-2008
- 1.  Celina Crusoe
- 4.  Romina Lamas
- 5.  Mirela Delić
- 6.  Miriam Carillo
- 7.  Vesna Tomasević
- 8.  Arika El – Ammari
- 9.  Belen Cano
- 10. Stacey Gordon
- 11. Ainoha Hernandez
- 13. Kathleen Olsovsky
- 14. Ana Ibis Fernandez
- 15. Dani Vieira
- 17. Neshlihan Darnel

### Sezon 2008-2009
- Mónica López
- Romina Lamas
- Sara González
- Suzana Ćebić
- Arkía El-Ammari
- Belén Cano
- Ainoha Hernández
- Yasmina Hernández
- Neslihan Demir Darnel
- Kenia Barros
- Lucia Paraja
- Karine Guerra
- Branka Sekulic